# Самедбек Мехмандаров
Самедбек Мехмандаров або Самед-Бек Садих-Бек огли Мехмандаров (також відомий як Самед-бек Садик-бек Мехмандаров, азерб. Səməd bəy Sadıx bəy oğlu Mehmandarov; нар. 16 жовтня 1856, Ленкорань — пом. 12 лютого 1931, Баку) — азербайджанський генерал від артилерії Російської імператорської армії, військовий міністр Азербайджанської Демократичної Республіки, військовий діяч Радянської Росії, Радянського Азербайджану і Радянського Союзу.
Учасник російсько-японської війни. У 1904—1905 роках командував дивізіоном у фортеці Порт-Артур. Під час Першої світової війни спочатку командував дивізією, а потім корпусом. За службу в царській армії був нагороджений різними орденами і медалями, включаючи бойові ордени Святого Георгія 3-го і 4-го ступенів і Золоту зброю «За хоробрість». Лицар Великого Хреста британського Ордена Святого Михайла і Георгія.
Після проголошення Азербайджанської Демократичної Республіки в 1918 році він був запрошений на службу в уряд республіки. У третьому, четвертому і п'ятому кабінетах уряду Азербайджану був військовим міністром. Після встановлення Радянської влади в Азербайджані в 1920 році Мехмандаров викладав у військових училищах, був радником з особливих доручень в Народному комісаріаті з військових і морських справ Азербайджану. У 1928 році вийшов у відставку.

## Біографія

#### Початок військової кар'єри
Самед-Бек Мехмандаров походив зі знатного карабахського бейського роду. Батько Самедбека — Мірза Садихбек Мехмандарів — за родом служби на початку 1840-х років переїхав з Шуші в Ленкорань, де обіймав посаду Муганського пристава Ленкоранського повітового управління і мав чин титулярного радника.
Самедбек Мехмандаров народився 16 жовтня 1855 року в Ленкорані. Загальну освіту здобув у Бакинській гімназії. Військову службу розпочав 1 вересня 1873 року юнкером 2-го Костянтинівського військового училища в Санкт-Петербурзі. Після закінчення училища в 1875 році в чині прапорщика був направлений в 1-у Туркестанську артилерійську бригаду, в якій командував гірським взводом 3-ї батареї. З листопада 1875 по лютий 1876 року брав участь у поході в Кокандське ханство. 12 жовтня 1876 року «за труди і позбавлення понесені в поході проти Матчинських горців» нагороджений був орденом Св. Станіслава 3-го ступеня. Мав медаль «За підкорення Ханства Кокандського». У грудні 1876 року проведений в підпоручники, а в грудні 1877 року в поручники.
Восени 1879 року Самедбек був прикомандирований до 2-ї артилерійської бригади, дислокованої в Санкт-Петербурзі. 13 березня 1881 року нагороджений орденом Св. Анни 3-го ступеня, 25 жовтня переведений у 2-у артилерійську бригаду. 29 листопада 1882 року проведений був у штабс-капітани.
17 червня 1885 був переведений на Кавказ в 38-у артилерійську бригаду, де прослужив дев'ять років. З 8 липня по 8 листопада 1887 року — член Кавказького військово-окружного суду. З 31 серпня 1889 року командир 2-ї напівбатареї і завідувач господарством 4-ї батареї. 16 грудня 1890 року Мехмандаров був проведений в капітани. 21 травня 1891 року нагороджений орденом Св. Станіслава 2-го ступеня.
30 вересня 1894 року 38-та артилерійська бригада була переміщена до Варшавського військового округу. З 12 листопада 1894 року по 25 лютого 1895 року — член бригадного суду. З 25 лютого 1895 по 22 березня 1896 року — голова бригадного суду. З 22 січня по 1 червня 1896 року — тимчасовий член Варшавського військово-окружного суду. 14 травня 1896 року капітан Мехмандаров був удостоєний ордена Св. Анни 2-го ступеня. 22 липня «для користі служби» прикомандирований до 6-ї батареї, 11 листопада переведений в 3-ю батарею з призначенням на посаду завідувача батарейним господарством. Тимчасово командував 3-ю батареєю з 22 квітня по 26 вересня 1897 року. 1 січня 1898 Самедбек був проведений в підполковники і призначений командиром 2-ї батареї 3-го стрілецького артилерійського дивізіону.
Зважаючи на переміщення 1-ї батареї в Забайкаллі і перейменування її в 2-у батарею Забайкальського артилерійського дивізіону 17 квітня 1898 року був прикомандирований з батареєю до Забайкальського артилерійського дивізіону. 23 серпня 1898 року прибув з батареєю до місця служби в місто Нерчинськ, Забайкальської області. 24 вересня 1899 року був нагороджений орденом Св. Володимира 4-го ступеня.

## Китайський похід 1900—1901 років
З 2 липня 1900 року по 26 березня 1901 року батарея Мехмандарова у складі Забайкальського артилерійського дивізіону, приданого загону під загальним командуванням генерал-майора П. Ренненкампфа, брала участь у так званому «китайському поході» з метою придушення боксерського повстання. За спогадами А. Шихлінського, в ході цієї кампанії Мехмандаров отримав від Ренненкампфа наказ встати зі своєю батареєю біля південних воріт обложеного міста Ціцікара і знищувати війська, які будуть намагатися вийти з нього. Однак китайські війська виходили без зброї.
|  | Повз Мехмандарова дефілювали колони китайських військ, але без зброї. Отримавши наказ Ренненкампфа стріляти по них, Мехмандаров заперечив, що по беззбройних стріляти він не може. Однак послідував новий наказ із загрозою притягнення до суду, якщо він буде порушений. Мехмандаров зробив кілька пострілів, але через голови беззбройних людей. Китайці тут же повернулися в місто… |

За відмінності в справах проти китайців 31 січня 1901 року найвищим наказом Самедбек Мехмандаров був проведений в полковники. 18 серпня того ж року розпорядженням командувача військами Приамурського військового округу він був відряджений до міста Хуланчен для командування частинами Засунгарійського відділу. З 14 травня по 17 липня 1902 року тимчасово командував Забайкальським артилерійським дивізіоном. 1 лютого 1903 року був зарахований до змінного складу Офіцерської артилерійської школи в Царському Селі. Під час його відсутності батареєю тимчасово командував капітан Алі-Ага Шихлінський. Завершивши з відзнакою курс Офіцерської артилерійської школи, С. Мехмандаров 1 жовтня 1903 року повернувся до Забайкалля і знову вступив у командування 2-ю батареєю. 14 жовтня «за відмінності в справах проти китайців» був нагороджений золотою зброєю з написом «За хоробрість».

## Російсько-японська війна

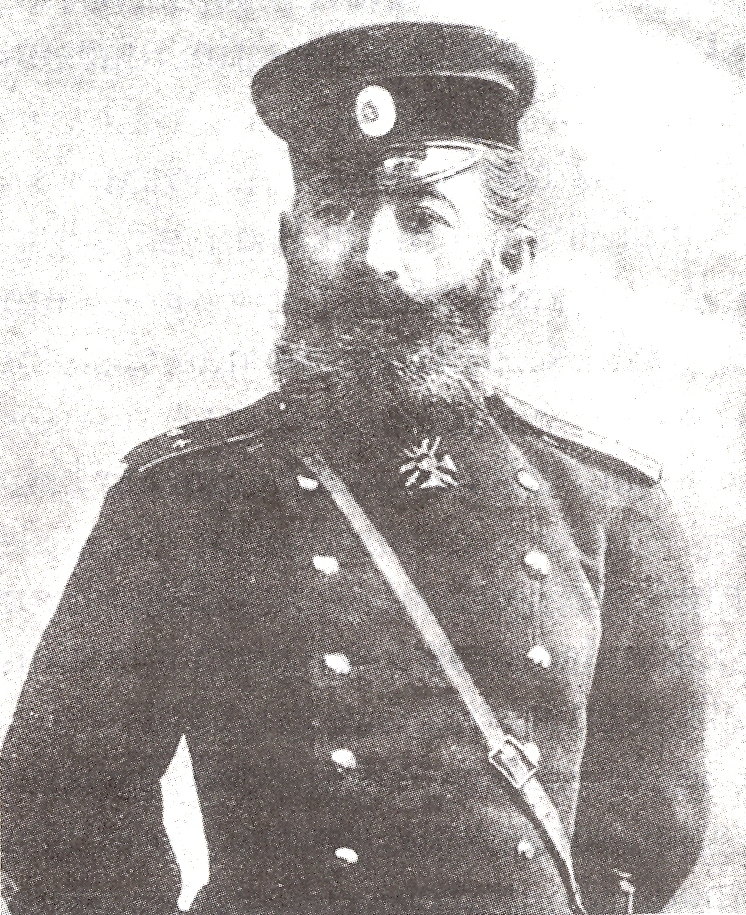
Генерал-майор Мехмандаров в 1904 році

Після початку російсько-японської війни 18 лютого 1904 року найвищим наказом призначений командиром 7-го Східно-Сибірського стрілецького артилерійського дивізіону. Особливе місце в біографії С. Мехмандарова займає героїчна оборона Порт-Артура. Сухопутна лінія оборони ділилася на три фронти. З метою вдосконалення управління вогнем артилерії для кожного фронту були призначені начальники артилерії і при них були створені штаби. Полковник Мехмандаров був призначений начальником артилерії Східного фронту. Протягом усього періоду оборони Порт-Артура Самедбек перебував на передових позиціях.
З щоденника співробітника порт-артурської газети «Новий край» П. М. Ларенко:
|  | Полковник Мехмандаров (команд, всією артилерією правого флангу) і підполковник Стольников ставляться з дивним презирством до особистої небезпеки, ходять по батареях під час бомбардувань, ніби не помічаючи рвуться снарядів, підбадьорюють цим інших. Перший з них лицарськи хоробрий як кавказець, другий же, як би спокійно, беззавітно підкорений долі як людина релігійна. |

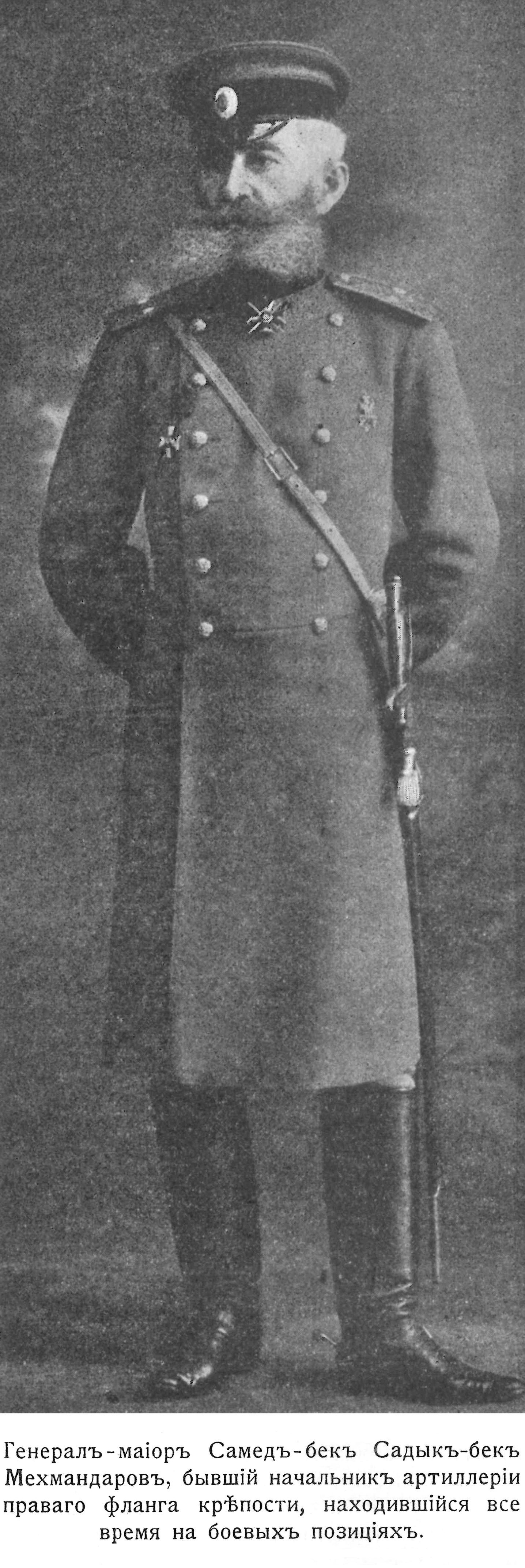
Генерал-майор Самедбек Мехмандаров

13 жовтня 1904 року під час чергового штурму японців знаходився в третьому форті полковник Мехмандаров був контужений. З щоденника П. М. Лавренко:
|  | З бесіди з пораненими офіцерами дізнався ще дещо про полковника Мехмандарова. Він людина самолюбний, хоробрий і строго вимогливий по відношенню до своїх підлеглих, ставить їм в обов'язок показувати приклади особистої мужності. Будучи людиною гарячого темпераменту, висловлюється досить різко. Каже, що цінує лише людей розумно самолюбних, які здатні на подвиги і що головна мрія офіцерів-кар'єристів — зберегти своє життя і отримати ордени без заслуги. Терпіти не може людей, що прикривають своє боягузтво нібито схилянням перед ідеями Л. М. Толстого про непротивлення злу, про те, що не слід вбивати, обурюється тим, що такі люди лізуть у військову службу. |

22 жовтня за відзнаки у справах проти японців Мехмандаров був проведений в генерал-майори. 24 жовтня 1904 року С. Мехмандаров був нагороджений орденом Святого Георгія 4-го ступеня, як сказано в нагородних документах, «у відплату відмінної мужності і хоробрості, наданих у справах проти японців в період бомбардувань і блокади Порт-Артура». На військовій раді 16 грудня 1904 року Мехмандаров висловився за продовження оборони фортеці будь-що. Після капітуляції, 20 грудня, весь російський гарнізон фортеці опинився в полоні. Генералам, адміралам і офіцерам японцями було запропоновано повернення в Росію за умови надання підписки про неучасть у війні. У той час як багато, давши підписку, повернулися на батьківщину, частина генералів і офіцерів, в числі яких був і Самед-Бек Мехмандаров, відмовилися від подібної підписки, вважаючи за краще розділити долю своїх солдатів. З щоденника П. М. Лавренко:
|  | вчора прибув до фортеці начальник японської артилерії зі штабом і розшукав полковника (виробленого під час облоги в генерал-майори) Мехмандарова, начальника артилерії правого флангу фортеці, фактично керував там артилерією з половини серпня місяця. Той було обмовився, що почесні гості помилилися, що вони, напевно, бажають бачити начальника фортечної артилерії генерала білого; але ті відповіли йому, що їм цікаво познайомитися саме зі своїм поважним противником, з яким їм довелося так важко боротися. Сказали масу дуже втішних компліментів. Зізналися, що втрати японської артилерії під Артуром великі — до 25 тисяч осіб, що багато японських гармат було підбито і що їх завдання було полегшене лише недоліком в Артурі снарядів. Генерал Мехмандаров поїхав у полон; він один з затятих супротивників здачі і відходу «додому» під чесним словом. |

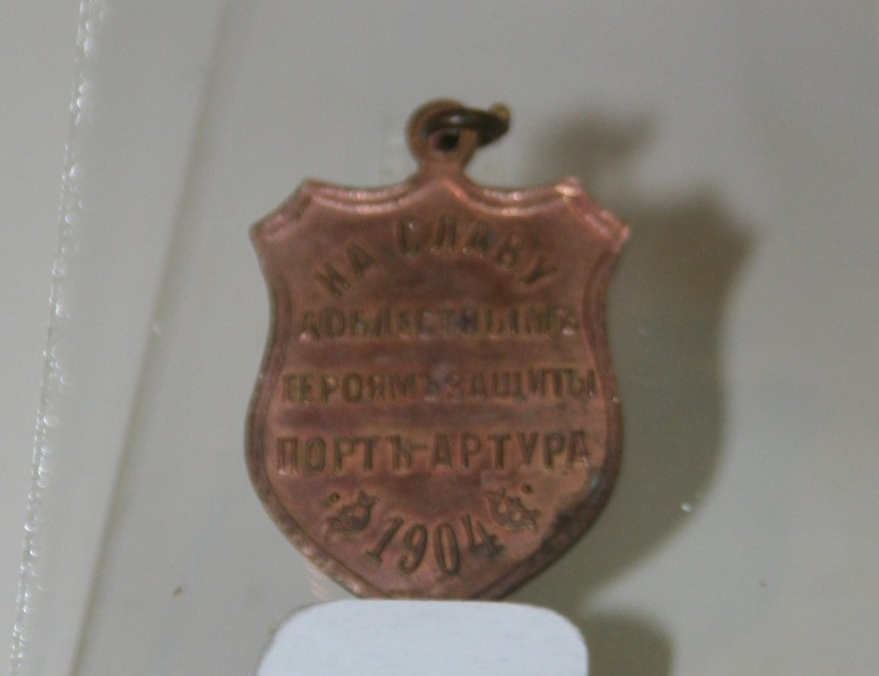
Пам'ятна медаль За оборону Порт-Артура, вручена Самедбеку Мехмандарову. Музей історії Азербайджану, Баку

З 23 грудня 1904 року по 18 листопада 1905 року генерал-майор Мехмандаров перебував у полоні в Японії, в місті Нагоя. 4 січня 1905 за відмінності в справах проти японців був удостоєний ордена Св. Станіслава 1-й ст. з мечами. Повернувся з японського полону до Владивостока 20 листопада 1905 року ешелоном на пароплаві «Тамбов». Час перебування в полоні було зараховано за дійсну службу.
13 грудня 1905 року був призначений командиром 75-ї артилерійської бригади, яка була перейменована в 7-у Східно-Сибірську стрілецьку артилерійську бригаду. У лютому 1906 року Мехмандаров був відряджений до Санкт-Петербурга для участі в роботі комісії з розгляду нагородних подань по Порт-Артуру. З липня 1906 року по липень 1907 року виконував обов'язки командира 7-ї Східно-Сибірської піхотної дивізії, а також начальника артилерії 3-го Сибірського армійського корпусу. 15 липня 1907 року найвищим наказом був призначений виконуючим справи начальника артилерії 3-го Сибірського армійського корпусу. Під час перебування з вересня 1907 року в шестимісячній відпустці в Санкт-Петербурзі наказом військового міністра він був призначений брати участь у засіданнях Верховного військово-кримінального суду у справі про здачу фортеці Порт-Артур японцям. 13 липня 1908 року найвищим наказом за відзнаку по службі Самедбек Мехмандаров був проведений в генерал-лейтенанти з затвердженням на посаді начальника артилерії 3-го Сибірського армійського корпусу. 24 травня 1910 року був призначений інспектором артилерії 1-го Кавказького армійського корпусу. Неодноразово виконував обов'язки командира корпусу. 6 грудня 1911 року удостоєний ордена Св. Анни 1-й ст. 31 грудня 1913 року був призначений командиром 21-ї піхотної дивізії 3-го Кавказького армійського корпусу.

## Перша світова війна
Першу світову війну генерал Мехмандаров зустрів у Варшавському військовому окрузі, куди був передислокований з Кавказу 3-й Кавказький армійський корпус. Під командуванням Мехмандарова 21-а піхотна дивізія заслужила славу однієї з кращих в російській армії, особливо відзначилися 81-й піхотний Апшеронський і 83-й піхотний Самурський полки. За бої 27—29 вересня 1914 року нагороджений орденом Святого Георгія 3-го ступеня. З нагородної вистави:
|  | У період Козеницьких боїв, під сильним вогнем противника, переправився з 2-ю бригадою ввіреної йому дивізії через річку Віслу і протягом трьох днів відокремлений від будь-якої підтримки річкою без всяких переправ, утримувався з названою бригадою на лівому березі річки, відбиваючи ряд атак гвардійського німецького корпусу, завдаючи своїми частинами могутні штикові удари і сам переходячи в наступ, незважаючи на те, що бригада буквально з усіх боків розстрілювалася жорстоким вогнем. |

11 грудня 1914 року генерал-лейтенант Мехмандаров був призначений командиром 2-го Кавказького армійського корпусу. У своєму останньому наказі 21-ї піхотної дивізії 10 грудня 1914 року він зазначав:
|  | Доблесна 21-а дивізія. За вказівкою Верховного Головнокомандувача ... я призначений Командиром 2-го Кавказького армійського корпусу. З призначенням мене на високий відповідальний пост я повинен покинути ряди молодецької дивізії. Розлучаючись з Вами, доблесними героями, звертаюся до вас зі своїм прощальним словом. 11 місяців я командую Вами, причому останні 5 місяців в умовах бойових. За цей час, особливо в бойовій обстановці, я близько познайомився з Вами … Служба ваша відзначена в ряді милостей, звернених до Вас і відома всій Росії. Немає жодного куточка нашої великої Вітчизни, де б не був відомий наш корпус і зокрема 21-а дивізія. Командувати Вами, доблесними героями, вважаю честю. З сумом покидаю Вас, друзі мої … Розлучаючись з Вами, від щирого серця дякую доблесні частини дивізії за самовіддану роботу. |

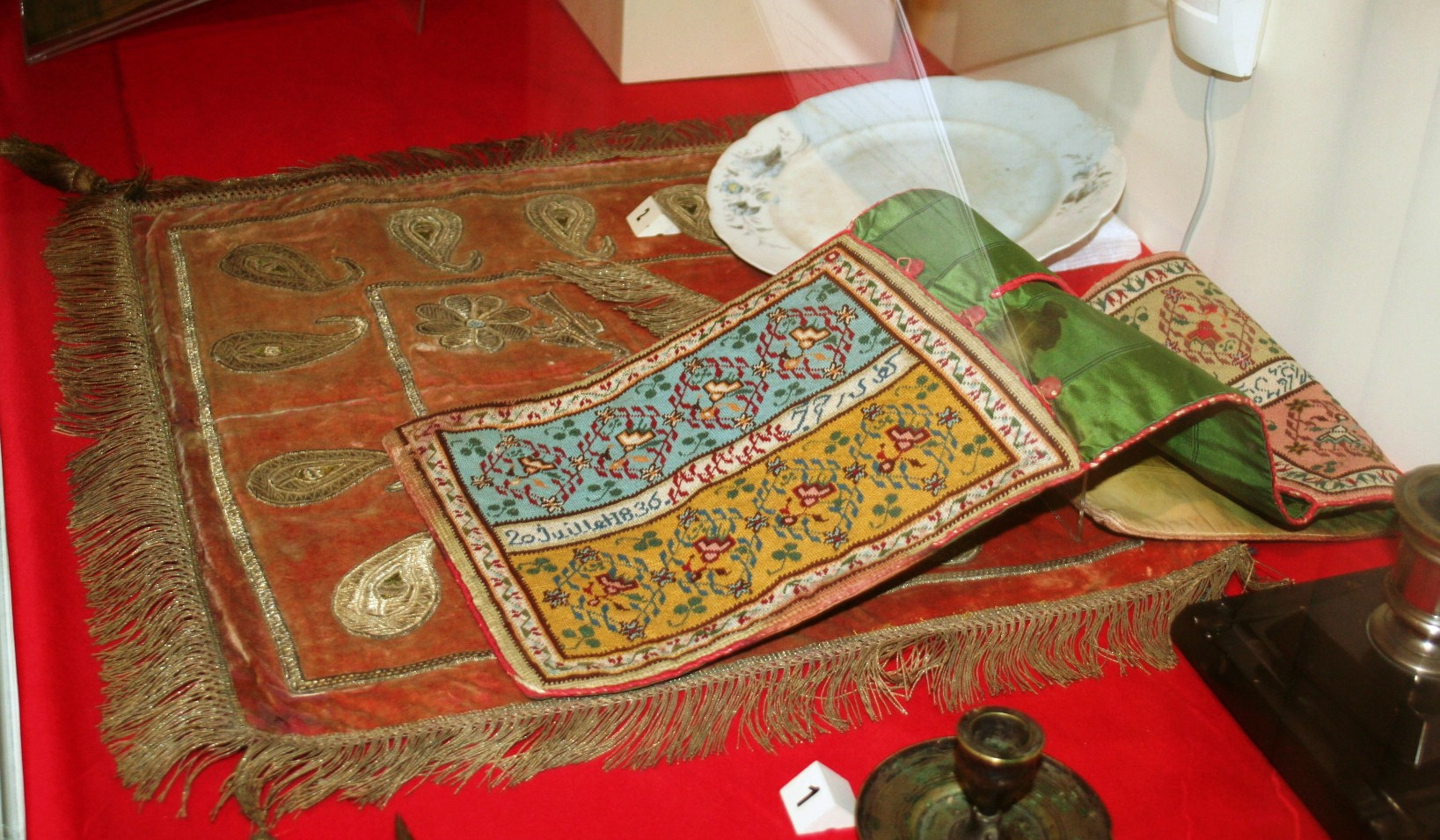
Особисті речі Мехмандарова (сідельна сумка і тарілка). Музей історії Азербайджану (Баку)

2 січня 1915 року генерал Мехмандаров був нагороджений орденом Св. Володимира 2-го ступеня з мечами. Найвищим наказом 14 лютого 1915 року був удостоєний Георгіївського зброї, прикрашеного діамантами.
|  | за те, що 9 і 10 жовтня 1914 р., переслідуючи у складі військ корпусу розбиту під Івангородом німецьку армію і зустрівши на лінії Полічно-Богуцинський ліс йшли їй на виручку чудові австрійські сили, які прагнули охопити фланг нашого бойового розташування, поруч багнетових ударів і рішучим наступом, особисто перебуваючи в бойовій лінії військ і неодноразово піддаючи життя своє явної небезпеки, зупинив рух противника і ударом у фланг звернув його у втечу. 11, 12, та 13 жовтня 1914 р. відбив з великою втратою для ворога неодноразові спроби чудових сил його обійти правий фланг нашого бойового порядку, примусивши противника до поспішного відступу по всьому фронту, причому за один день — 11 жовтня 1914 р. — нами було взято 1 штаб-офіцер, 16 обер-офіцерів, 670 нижніх чинів і 1 кулемет. |

Ця відмінність була дуже рідкісною, за всю Першу світову війну такої нагороди удостоїлися всього вісім осіб.
22 березня 1915 року Самедбек Мехмандаров був проведений в генерали від артилерії. Його корпус брав участь у найбільш важких боях проти німецьких військ, у тому числі у Прасниша, на Сяні, у Холма і Вільни і по ліквідації прориву німецьких військ в районі Свінтяни. 2-й Кавказький армійський корпус був посилений двома піхотними дивізіями, і це об'єднання отримало найменування «група генерала Мехмандарова». З наказу генерала Мехмандарова військам групи:
|  | ...від усіх начальницьких осіб вимагаю твердої волі, сміливості, рішучості, винахідливості, прояву приватної ініціативи та розумної розпорядливості; всім частинам групи доводити оборону ввірюваних ділянок до повної напруги сил і до виснаження всіх засобів; відповідальність покладаю на командирів частин і начальників дивізій; Звернути особливу увагу на розвиток в частинах дисципліни і на підтримку порядку, пам'ятаючи, що без цього не може бути ніякого успіху, командирам полків бути ближче до своїх частин і можливо частіше відвідувати окопи; У разі замішання під час бою негайно виїжджати для відновлення порядку начальникам дивізій або командирам бригад. |

9 квітня 1915 року Самедбек Мехмандаров був удостоєний ордена Білого Орла з мечами, а 15 жовтня того ж року, ордена Св. Олександра Невського з мечами.
За всю війну корпус Мехмандарова не здав противнику жодної гармати. Мехмандаров був удостоєний вищих військових нагород Великої Британії, Франції, Румунії.
Після Лютневої революції армія стала стрімко розкладатися. Різко зросло дезертирство, стало нормою насильницьке відсторонення командирів від управління армійськими підрозділами самозваними військовими комітетами. 28 березня 1917 року генерал від артилерії Мехмандаров був відсторонений комітетом офіцерських і солдатських депутатів від командування корпусом. 18 квітня 1917 року він був зарахований до резерву чинів при штабі Мінського військового округу, а 7 серпня 1917 року призначений членом Олександрівського комітету про поранених. У тому ж році Мехмандаров залишив військову службу, жив у Владикавказі в особняку по вулиці Воронцовській, що належав його товаришеві по службі підполковнику царської армії Ірзабеку Ахундову (внучатому племіннику Мірзи Фаталі Ахундова).

## Служба в Азербайджані

### На службі Азербайджанської Демократичної Республіки

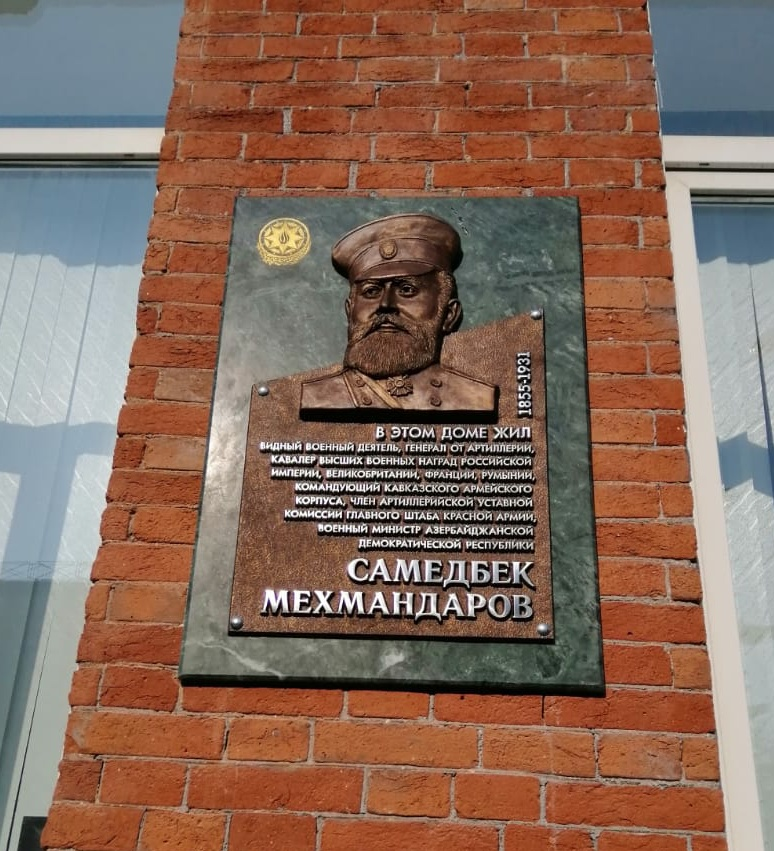
Меморіальна дошка на честь Самедбека Мехмандарова на будинку, в якому він проживав у Владикавказі.

Після проголошення Азербайджанської Демократичної Республіки в 1918 році він був запрошений на службу в уряд країни. 1 листопада постановою Ради Міністрів було засновано військове міністерство. Портфель міністра був наданий голові Ради Міністрів Фаталі-Хану Хойському, а помічником його був призначений генерал від артилерії С. Мехмандаров. По суті, c цього часу і починається планомірна і цілеспрямована робота по створенню національної армії. 15 листопада наказом товариша військового міністра генерала Мехмандарова було розпочато формування Головного штабу і Канцелярії військового міністра. 25 грудня 1918 року генерал від артилерії Мехмандаров був призначений військовим міністром.
3 січня 1919 року наказом військового міністра була створена комісія для вироблення штатів військових частин, управлінь і установ військового відомства Азербайджанської Республіки і табелі окладів утримання. В основу будівництва Збройних сил Азербайджанської Республіки були покладені принципи організації, комплектування, управління і бойової підготовки військ царської російської армії, з урахуванням місцевих умов. 10 січня наказом військового міністра було утворено Військову раду при міністерстві. На Військову раду покладалося розробка і вирішення питань військового законодавства, розміщення, постачання, навчання і виховання військ. Під безпосереднім керівництвом Мехмандарова була сформована національна армія Азербайджану. Обіймав посаду військового міністра до заняття Азербайджану XI Червоною Армією 28 квітня 1920 року.

### Під час Більшовицького повстання
У ніч з 26 на 27 квітня 1920 року в Баку спалахнуло повстання більшовиків, які вдень пред'явили уряду і парламенту країни ультиматум про здачу влади АКП(б). Одночасно кордон перетнули бронепоїзди Радянською Росією, слідом за якими рухалися головні частини XI Червоної Армії. Події в столиці і на околиці розвивалися одночасно, але поведінка військ носило різний характер.

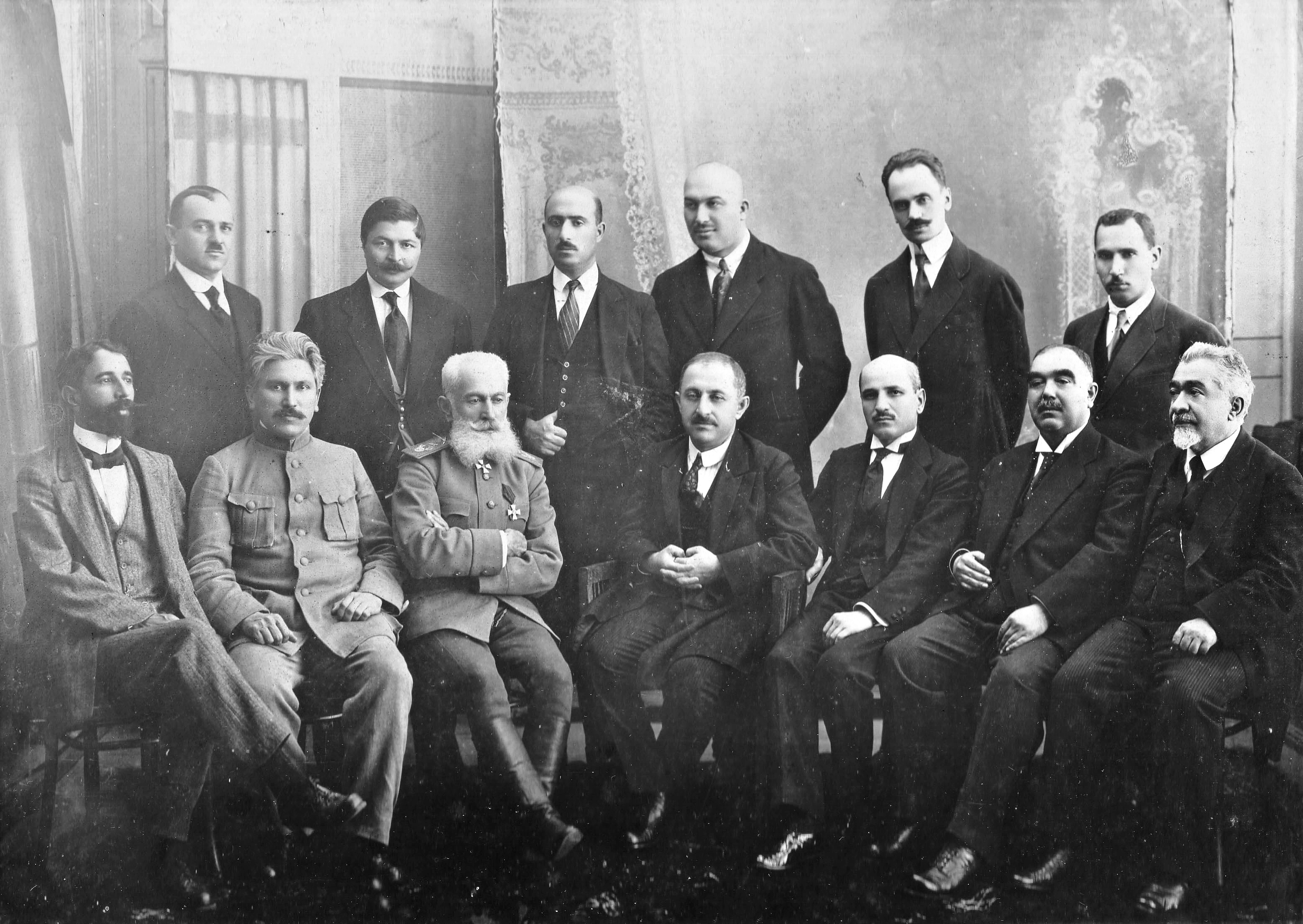
С. Мехмандаров (сидить, 3-й зліва) у складі Кабінету Міністрів АДР IV-го складу. Грудень 1919

Перейшовши кордон бронепоїздам місцями чинився невеликий опір. С. Мехмандаров 27 числа навіть відправив термінову телеграму на західний фронт, де розташовувалися основні частини азербайджанської армії, повідомляючи: Більшовики напали на станцію Ялама, просуваються далі, зайняли Худат, становище критичне. Наказую сьогодні ж вислати в Кизилбурун з Казаха і з Гянджі по одному батальйону, по можливості кожен силою не менше 500 багнетів з кулеметами; рухомий склад вже поданий. Про час виступу телеграфуйте, очікую прибуття цих батальйонів завтра.. Наступного дня 28 квітня з Гянджі військовому міністру телеграфом було передано донесення, що о першій годині ночі зі станцій Акстафа і Гянджа виступлять батальйони з кулеметною ротою.
Однак події в Баку розвивалися зовсім по іншому. Деякі військові частини стали переходити на сторони повсталих. Так вчинив полк «Ярдим Алайї», що зайняв кілька кварталів Баку. У Завокзальному районі 5-а артбатарея і кінний загін без бою здалися повсталим. До вечора до повсталих приєднався 7-й Ширванський піхотний полк азербайджанської армії. Тоді ж увечері 28 квітня відкрилося екстрене засідання парламенту для обговорення ультиматуму про здачу влади. Мехмандаров, який виступив перед обговоренням питання, повідомив парламенту про неможливість збройного опору. Згідно комуністу А. Шахбазову, який служив зв'язківцем в штабі армії, вранці 28 квітня він чув як черговий прапорщик передав Мехмандарову, що робочі патрулі зупиняли йдуть на роботу офіцерів і наказували зняти погони. Мехмандаров через тридцять хвилин прибув до штабу і Шахбазов почув від нього, що той більше не військовий міністр і що цієї ночі уряд здав владу робітничо-селянського уряду.
Будучи досвідченим воєначальником, Мехмандаров оцінив як стан справ у місті, так і положення Бакинського гарнізону і не бажав проливати кров. Разом з тимчасово виконуючим посаду начальника штабу, генерал-майором А. Гайтабаші він підписав наказ № 237 про те, що «у всіх частинах, штабах, управліннях, установах і закладах військового відомства продовжувати роботу так само, як було досі, до передачі нової влади». Військовий міністр у своєму останньому наказі подякував військовослужбовцям за їх службу і висловив упевненість, що солдати і офіцери азербайджанської армії «і при новій владі будуть служити так само чесно і доблесно на благо всім нам дорого Азербайджану… Дай то Бог». Пізніше маршал авіації С. Я. Красовський у своїх спогадах протиставляв Мехмандарова поведінці членів азербайджанського парламенту, які перебралися в меншовицьку Грузію. Як підкреслював Красовський, «Мехмандаров залишився і згодом вірно служив своєму народу, віддавши багатий досвід і сили будівництву Червоної Армії».

### На службі Радянського Азербайджану

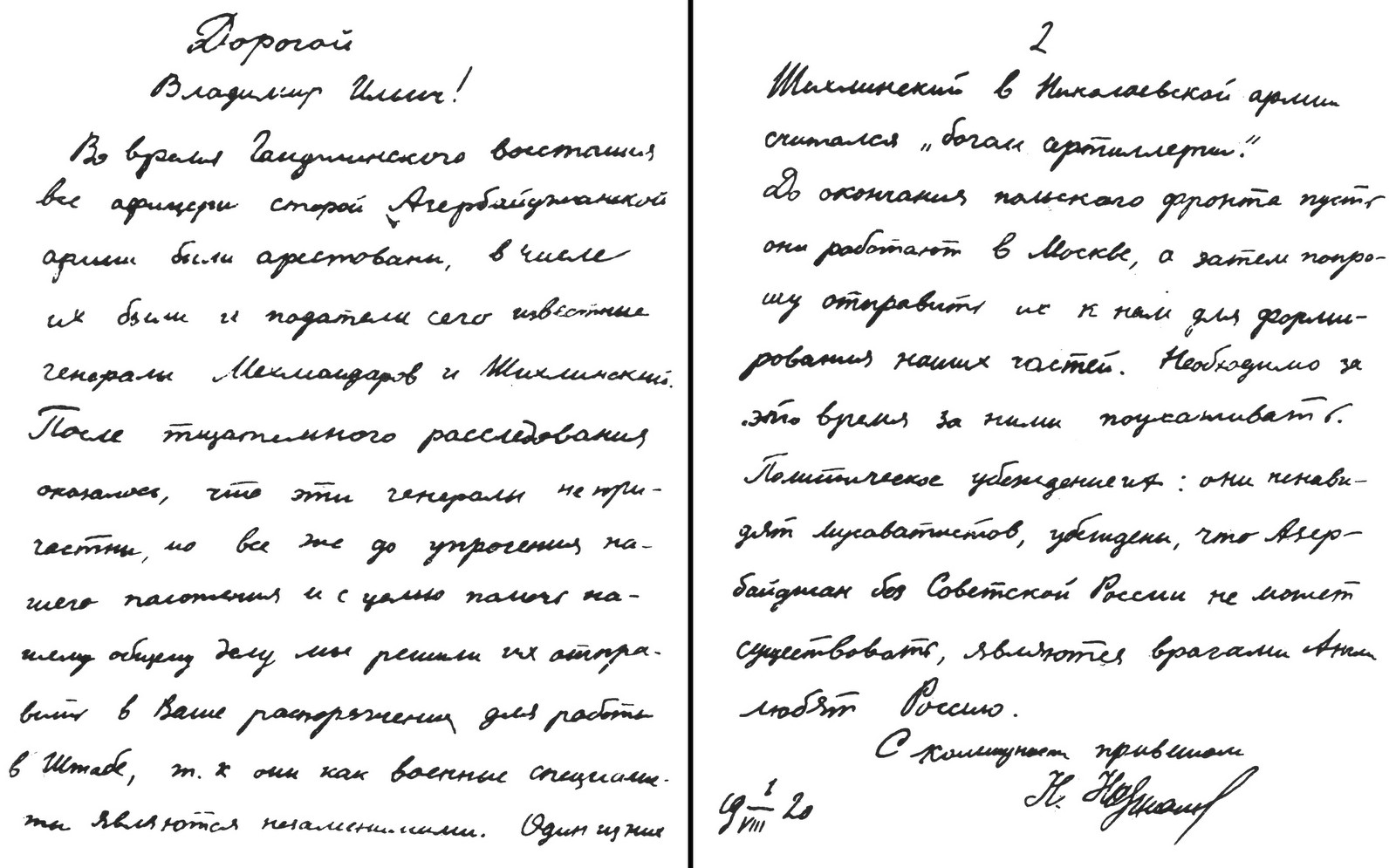
Лист Н. Наріманова В. І. Леніну про генералів С. Мехмандарова і А. Шихлінському. 1920 р.

Після жорстокого придушення антирадянського повстання в Гянджі в кінці травня 1920 року практично всі офіцери азербайджанської національної армії були заарештовані, в числі заарештованих були генерали С. Мехмандаров і А. Шихлінський. Їх утримували в Бакинській ЧК. За спогадами колишнього оберофіцера за дорученнями при військовому аташе АДР в Грузії, а з липня 1921 року, військового аташе Азербайджану в Туреччині А. Аскерова-Кенгерлінского, в ЧК генерали піддавалися різним знущанням і приниженням. Від репресій їх врятувало тільки втручання тодішнього керівника Раднаркому Азербайджану Н. Наріманова, який відправив генералів до Москви із супровідним листом на ім'я В. І. Леніна такого змісту:
|  | Дорогий Володимир Ілліч! Під час гянджинського повстання всі офіцери старої азербайджанської армії були заарештовані, в числі їх були і подавці цього відомі генерали Мехмандаров і Шихлінський. Після ретельного розслідування виявилося, що ці генерали не причетні, але все ж до зміцнення нашого становища і з метою допомогти нашій спільній справі ми вирішили їх відправити у Ваше розпорядження для роботи в штабі, так як вони, як військові фахівці, є незамінними. Один з них, Шихлінський, в царській армії вважався «богом артилерії». До закінчення польського фронту нехай вони працюють в Москві, а потім попрошу відправити їх до нас для формування наших частин. Необхідно за цей час за ними позалицятися. Політичне переконання їх: вони ненавидять мусаватистів, переконані, що Азербайджан без Радянської Росії не може існувати, є ворогами Англії, люблять Росію. З комуністичним привітом Н. Наріманов. 1 серпня 1920 року |

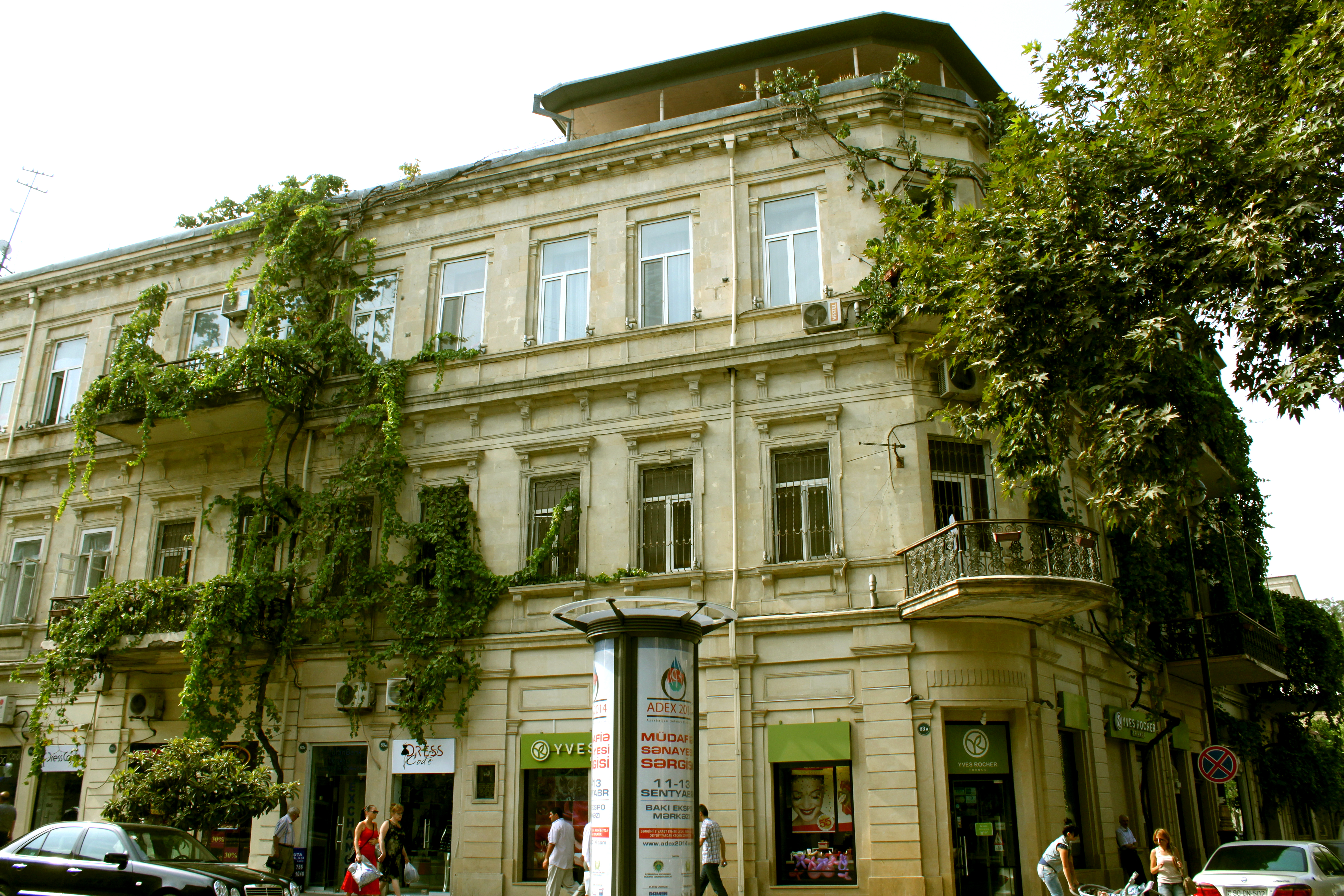
Будинок в Баку, в якому з 1918 по 1931 рік проживав Мехмандаров

На початку серпня 1920 року Мехмандаров прибув до Москви, де був призначений у розпорядження Всеросійського Головного штабу, а потім до складу Артилерійської статутної комісії.
В Азербайджані, тим часом, йшло формування Азербайджанської Червоної армії. Нарком з військових і морських справ (наркомвоєнмор) Алігейдар Караєв вирішив залучити до роботи військових фахівців, таких як генерали Шихлінський і Мехмандаров. Останнього він добре знав ще по парламенту Азербайджанської Демократичної Республіки.
Караєв висунув пропозицію, а уряд Радянського Азербайджану зі свого боку порушив питання про використання цих двох воєначальників в роботі по зміцненню військ Азербайджанської РСР. За клопотанням азербайджанського уряду, генерали Мехмандаров і Шихлінський спеціальною телеграмою Серго Орджонікідзе були відряджені в розпорядження азербайджанського наркомвоєнмора.
Їх зарахували до штабу Азербайджанської Червоної армії. Мехмандаров став працювати радником з особливих доручень в Наркомвоенморкомісаріаті і він був основним фахівцем з розвитку військової справи, формування нових підрозділів, родів військ і служб молодої Азербайджанської Червоної армії, як і з питань її структурної організації. Як зазначав заступник Караєва, майбутній генерал-лейтенант О. І. Тодорський: «У Головному штабі Наркомвоєнмора працювали два видатних військових фахівця — Мехмандаров і Шихлінський». Постановою Ради Народних Комісарів АРСР 24 жовтня 1922 року «складається для особливих доручень при Наркомвоєнморі т. Мехмандарову Самедбеку» була встановлена щомісячна надбавка до платні в розмірі п'ятдесяти рублів золотом, «зі збереженням цієї надбавки і після виходу з військової служби, довічно».
З 1924 по 1928 рік викладав в Азербайджанській зведеній школі комскладу. Був членом військово-наукового товариства бакинського гарнізону. Був радником в Комісаріаті військових і морських сил Азербайджану. 8 лютого 1928 року Реввійськрада Кавказької Червонопрапорної армії порушив клопотання про призначення Самедбеку Мехмандарову персональної державної пенсії.
1 червня 1928 Самедбек Мехмандаров за станом здоров'я наказом Реввійськради СРСР був звільнений з лав Червоної армії.
Помер 12 лютого 1931 року в Баку, був похований на Нагірному кладовищі. У 1939 році на місці кладовища був закладений парк імені С. М. Кірова (зараз Алея шахідів), і могила Мехмандарова загубилася.

## Нагороди

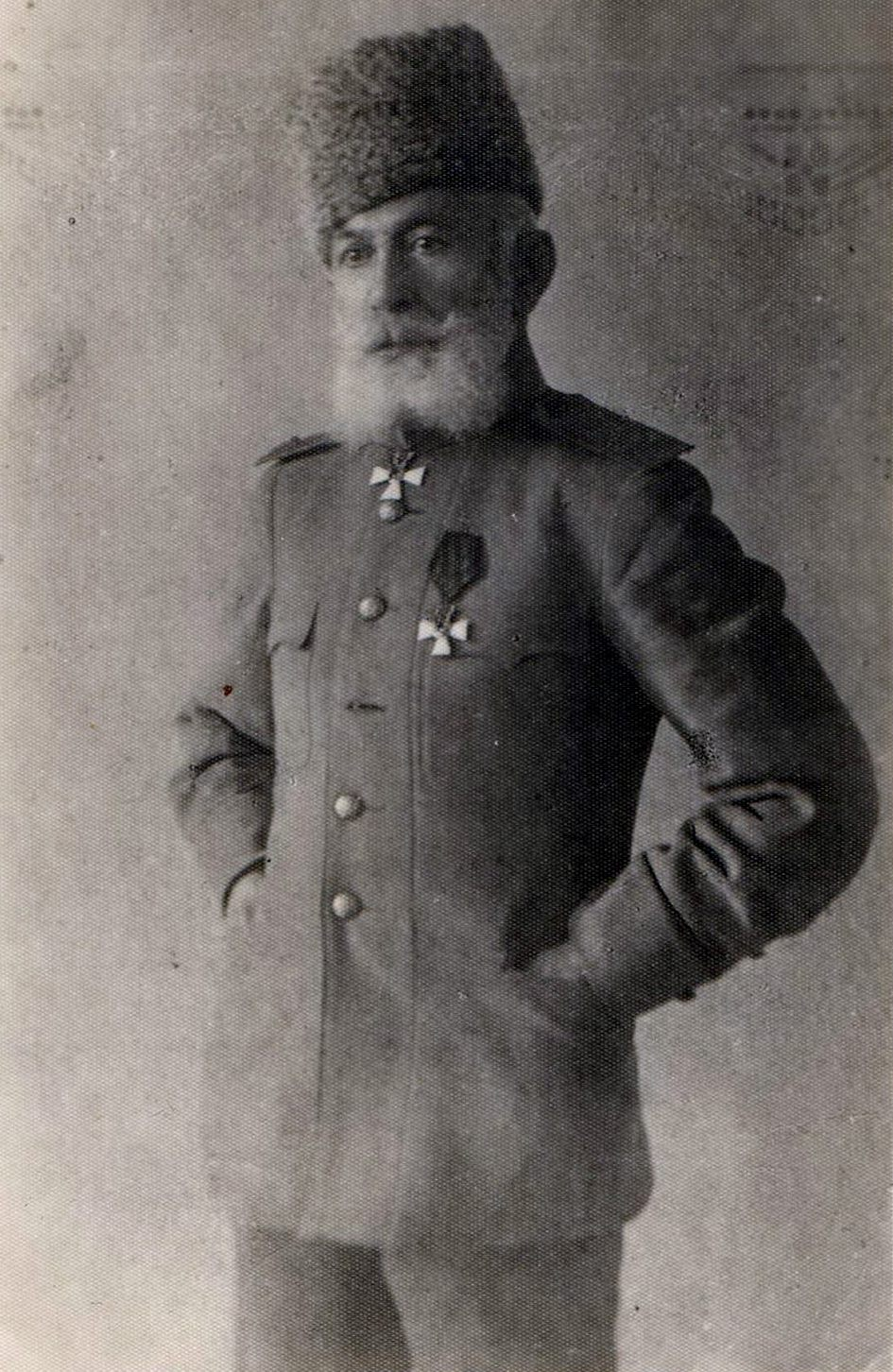
Військовий міністр АДР С. Мехмандаров

- Медаль «За підкорення Ханства Кокандського»
- Орден Святого Станіслава 3-го ступеня (1876)
- Орден Святої Анни 3-го ступеня (1881)
- Орден Святого Станіслава 2-го ступеня (1891)
- Орден Святої Анни 2-го ступеня (1896)
- Медаль «У пам'ять царювання імператора Олександра III»
- Орден Святого Володимира 4-го ступеня (1899)
- Орден Святого Володимира 3-го ступеня з мечами (1901)
- Медаль «За похід в Китай»
- Золота зброя «За хоробрість» (1903)
- Орден Святого Георгія 4-го ступеня (1904)
- Орден Святого Станіслава 1-го ступеня з мечами (1905)
- Медаль «У пам'ять російсько-японської війни» (1906)
- Орден Святої Анни 1-го ступеня (1911)
- Орден Святого Володимира 2-го ступеня з мечами (1915)
- Орден Святого Георгія 3-го ступеня (1915)
- Георгіївська зброя, діамантами прикрашена (1915)
- Орден Білого орла з мечами (1915)
- Орден Святого Олександра Невського з мечами (1915)
- Лицар Великого хреста Ордена Святого Михайла і Георгія (1915)

## Сім'я

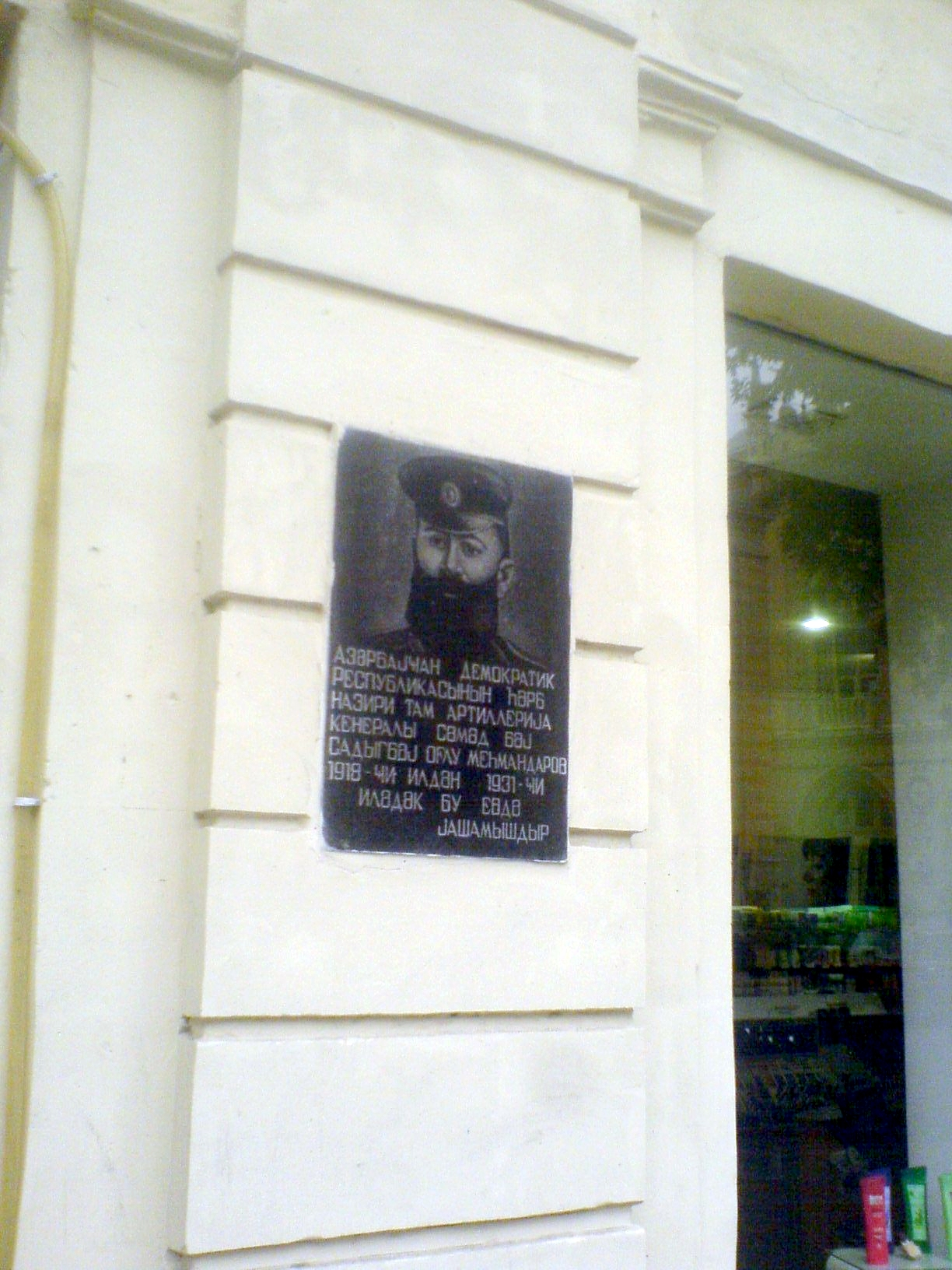
Меморіальна дошка на стіні будинку по вулиці Істіглаліят в Баку, в якому жив Мехмандаров з 1918 по 1931

У 1903 році полковник Самедбек Мехмандаров одружився з вдовою Єлизаветою Миколаївною Малишевською, до шлюбу Тетеранською, лютеранського віросповідання.
Син Ігор Мехмандаров народився 18 листопада 1908 року в Іркутську. Після смерті батька в Баку, разом з матір'ю переїхав на проживання в Ленінград. Єлизавета отримувала за чоловіка пенсію, Ігор навчався і працював інженером.
Ігор Самедбекович Мехмандаров був одружений з Ізою Іванівною — дочкою Івана Яковича Кулагіна, який у складі XI-ї Червоної Армії брав участь у встановленні Радянської влади в Азербайджані. У роки Великої Вітчизняної війни генерал-майор І. Я. Кулагін командував 35-ю гвардійською Лозівською стрілецькою дивізією, а після війни проходив службу в Азербайджані.
У середині 70-х років Ігор Самедбекович Мехмандаров повернувся в Баку. Помер у 1989 році.

## Пам'ять
Ім'ям генерала Мехмандарова названі вулиця в місті Баку і танкер Азербайджанського каспійського морського пароплавства. Він є одним з персонажів романів А. М. Степанова «Порт-Артур» і «Сім'я Звонарьових».
На фасаді особняка полковника царської армії Ірзабека Ахундова (внучатого племінника письменника і драматурга Мірзи Фаталі Ахундова), в якому Мехмандаров проживав на вулиці Воронцовській (нині — вул. Бутиріна) у Владикавказі, встановлена меморіальна дошка на честь Самедбека Мехмандарова.

## Документальний фільм
- «Мусульмани, якими пишається Росія». Фільм п'ятий. Азербайджанська зірка російської артилерії [Архівовано 6 грудня 2021 у Wayback Machine.]